# Bahnhof Egelsbach
Der Bahnhof Egelsbach ist ein Haltepunkt im Rhein-Main-Gebiet und verbindet die Gemeinde Egelsbach mit der Metropolregion Frankfurt und Darmstadt. Er wurde als Bahnhof am 1. Mai 1873 eröffnet.

## Historische Entwicklung
Historische Bedeutung erlangte der Bahnhof durch seine Nutzung als „Station Wolfsgarten“ durch den letzten hessischen Großherzog Ernst Ludwig zwischen 1892 und 1918. Das Fürstenzimmer im Bahnhofsgebäude diente als Empfangsraum für hochrangige Gäste wie Zar Nikolaus II. von Russland und Kaiser Wilhelm II.
Das Bahnhofsgebäude von Egelsbach wurde in einem repräsentativen Stil errichtet. Das Fürstenzimmer war mit einer wertvollen Holzkassettendecke ausgestattet. Nach dem Ende der Monarchie im Jahr 1918 geriet dieses Zimmer weitgehend in Vergessenheit, viele Einrichtungsgegenstände wurden entfernt. Seit 1985 war in ihm ein Motorradmuseum angegesiedelt. Das Gebäude stand unter Denkmalschutz, dennoch wurde es 1994 abgerissen. Die Kassettendecke des Fürstenzimmers konnte erhalten werden und befindet sich im Sitzungssaal des Rathauses.
1997 wurde die parallele S-Bahn-Strecke mit dem neuen Bahnsteig eröffnet. Dies hatte zur Folge, dass Egelsbach seither nur noch ein Haltepunkt ist. Die alten Bahnsteige und die Güterverkehrsanlagen wurde im Zuge des Ausbaus entfernt. Nördlich des Haltepunktes wird die S-Bahn-Strecke eingleisig und wechselt durch eine Unterführung von der Ostseite auf die Westseite der Bestandsstrecke. Auf der Hauptstrecke gibt es keine Weichen mehr.

## Verkehrsanbindung
Der Haltepunkt Egelsbach wird im S-Bahn-Netz Rhein-Main von der S-Bahn-Linie S6 bedient, die von Groß-Karben über Frankfurt am Main und Langen nach Darmstadt Hauptbahnhof führt. Diese Linie verkehrt in einem 30-Minuten-Takt, der in nachfragestarken Zeiten verdichtet wird.
Barrierefreiheit wird durch Rampen mit einem Gefälle von etwa 6 % sowie Zwischenpodeste, die den Zugang zu den Bahnsteigen erleichtern, hergestellt. Zudem sind Aufzüge, ein Kiosk für kleine Einkäufe sowie Parkmöglichkeiten in der Nähe vorhanden. Die Lagepläne des Bahnhofs sind online verfügbar und bieten eine gute Orientierung für Reisende.